# Калашник Михайло Харитонович
Миха́йло Харито́нович Кала́шник (вересень 1903, селище Решетилівка, тепер Решетилівського району Полтавської області — 6 травня 1974, місто Москва) — радянський військовий діяч, генерал-полковник (13.04.1964), начальник політичного управління Київського військового округу.

## Життєпис
Народився в бідній селянській родині. У 1922 році закінчив педагогічне училище на Полтавщині.
Член ВКП(б) з 1928 року.
У 1928 році закінчив соціально-економічний факультет Дніпропетровського інституту народної освіти.
З 1928 по грудень 1929 року — викладач історії партії в Дніпропетровському залізничному технікумі, викладач історії партії на робітничому факультеті Дніпропетровського гірничого інституту.
З грудня 1929 по жовтень 1930 року служив у Червоній армії.
У жовтні 1930 — березні 1932 року — викладач історії партії на робітничому факультеті Дніпропетровського гірничого інституту.
З березня 1932 року — в Червоній армії: викладач історії партії в Луганській авіаційній школі РСЧА.
У 1937—1939 роках — інструктор відділу пропаганди і агітації Харківського військового округу. 
З листопада 1939 року — начальник відділу пропаганди і агітації Харківського військового округу. Учасник окупації Західної України радянськими військами в 1939 році.
З лютого 1941 року — заступник начальника політичного відділу штабу 18-ї армії РСЧА. Учасник німецько-радянської війни. У червні — серпні 1942 року — заступник начальника політичного відділу 18-ї армії РСЧА.
У серпні — вересні 1942 року — військовий комісар 236-ї стрілецької дивізії РСЧА Північно-Кавказького фронту.
У вересні 1942 — 1945 року — начальник політичного відділу 47-ї армії.
У 1945—1946 роках — заступник начальника політичного управління Групи радянських окупаційних військ в Німеччині.
У 1946—1950 роках — начальник політичного управління Групи радянських окупаційних військ в Німеччині.
У 1950—1952 роках — слухач Вищої військової академії імені Ворошилова.
У 1951—1954 роках — начальник політичного управління Київського військового округу.
У листопаді 1954 — 1958 року — начальник управління пропаганди і агітації Головного політичного управління Радянської армії і Військово-морського флоту.
У 1958—1972 роках — заступник начальника Головного політичного управління Радянської армії і Військово-морського флоту.
З 1972 року — військовий консультант Групи генеральних інспекторів Міністерства оборони СРСР в Москві. 
Похований на Новодівочому цвинтарі Москви.

## Родина
Дружина, Карнаух Ганна Єфремівна (1904—1993), педагог, партійний працівник. Сини Валентин (1935—2013) та Ігор (1940—2009).

## Звання
- полковник
- генерал-майор (11.07.1945)
- генерал-лейтенант (18.02.1958)
- генерал-полковник (13.04.1964)

## Нагороди
- два ордени Леніна (23.08.1944,)
- три ордени Червоного Прапора
- два ордени Кутузова ІІ ст.
- три ордени Червоної Зірки
- орден Трудового Червоного Прапора
- медалі